# Hidroizoterme
Hidroizotermama se prikazuje raspodjela temperatura na površini mora. To su linije koje na geografskim kartama spajaju mjesta jednakih srednjih godišnjih temperatura.
vidi:
- izolinije